# 张敬焘

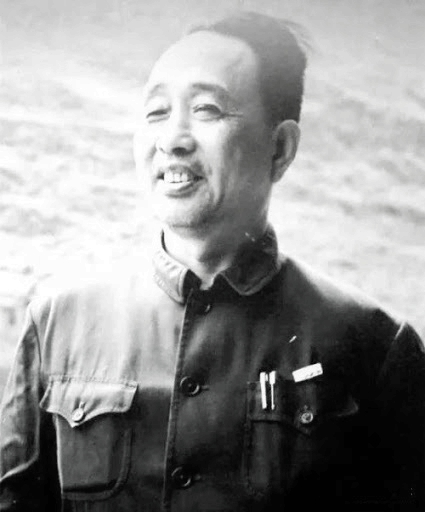
张敬焘

张敬焘（1914年—2002年12月24日），男，山东淄博人，中华人民共和国政治人物，中国共产党党员。

## 生平
张敬焘1914年生于博山县（今山东省淄博市博山区）。其父张耀泰，字阶平，经营公记银号，为博山县商会常务委员、钱业公会会长。张敬焘早年就读于颜山中学（今山东省淄博第一中学）师范班，仅就读一年即因其父希望其继承家业，于1930年进入银号做学徒。1935年9月，张敬焘报考短期小学教员训练班，毕业后在博山小辛庄第三短期小学任教员。1936年夏加入中华民族解放先锋队，1937年初建立民先队博山县队部，任组织部长，同年6月1日加入中国共产党，同时建立中共博山特支，任宣传委员。
1937年七七事变后，张敬焘在博山组织抗日宣传与抗日游击训练班，12月25日国民政府博山县政府撤出县城后，张敬焘辞去小学教员工作，率队转移至淄河流域山区开展游击战，先后任山东人民抗日救国军第五军、第六军政治部副主任、八路军山东人民抗日游击第四支队连政治指导员。1938年6月回到博山任中共博山县委书记，发展中共地方党组织。1939年9月参与成立博山县抗日民主政府，任县长。1940年12月赴中共中央山东分局高级党校学习。1941年10月至1945年抗战结束期间先后任益临工委书记、鲁山地委副书记。
1945年8月抗战结束后，张敬焘任中共淄博特委书记、淄博警备区政治委员，组织淄川、博山工矿区经济恢复及文教发展。后调任泰安地委副书记、书记兼军分区政委，期间曾组织后勤支前工作以支援解放军作战。1949年，张敬焘自泰安调至上海工作9年，历任沪西产业区区委副书记、普陀区委书记、中共上海市委委员兼市委副秘书长。1960年10月调至青岛，11月任中共青岛市委第一书记，1963年10月兼任青岛市市长，组织扭转经济困难局面。
1966年文革爆发后停职，曾先后被下放到青岛、烟台、济南等地农村和工厂。1970年3月任济南市革委会副主任，后历任中共济南市委书记、济南市革委会主任（1973年9月至1975年2月）、烟台地区革委会副主任。1976年文革结束后先后任山东省革委会重点工程指挥部常务副指挥、省工业交通办公室副主任、省建委主任和省革委会副主任。1979年12月山东省第五届人民代表大会第二次会议当选山东省副省长。1983年退居二线，任省政府顾问、特邀顾问等职，仍参与改革开放后各项工作。1998年离休。张敬焘晚年多从事博山地方史志编修、慰问原革命根据地民众、烈属等工作。
2002年12月24日病逝于济南。